# Boreades abdominalis
Boreades abdominalis är en skalbaggsart som först beskrevs av Wilhelm Ferdinand Erichson 1843.  Boreades abdominalis ingår i släktet Boreades och familjen kullerglansbaggar. Inga underarter finns listade i Catalogue of Life.